# Grant Hill (basket-ball)
Pour les articles homonymes, voir Grant Hill et Hill.
Grant Hill, né le 5 octobre 1972 à Dallas (Texas), est un joueur de basket-ball américain qui évolua avec les Pistons de Détroit, le Magic d'Orlando, les Suns de Phoenix puis les Clippers de Los Angeles. Le 1er juin 2013, il annonce qu'il prend sa retraite après 19 ans de carrière.

## Biographie
Son père Calvin est running back dans l'équipe de NFL des Cowboys de Dallas. Sa mère Janet est diplômée de l'université de Wellesley où elle a côtoyé Hillary Clinton. À la fin de la carrière de Calvin la famille s'installe en Virginie où Grant devient un joueur reconnu avec de très bonnes aptitudes dès le lycée. Il suit ses études universitaires à Duke où il remporte le championnat national NCAA en 1991, 1992 et atteint les finales en 1994.
Grant Hill est choisi en troisième position à la Draft 1994 de la NBA par les Pistons de Détroit. Lors de sa première saison il enregistre une moyenne de 19,9 points, 5 passes décisives, 6,4 rebonds et 1,77 interceptions par match, lui valant le titre de co-rookie de l'année avec Jason Kidd. Nommé dans la All-NBA first team en 1997, il est également membre de l'équipe olympique qui remporte l'or en 1996 aux Jeux olympiques d'Atlanta, et participe régulièrement au All-Star Game. Considéré comme le successeur de Michael Jordan, il est surnommé Mister Nice Guy, en rapport avec son comportement exemplaire sur et en dehors du terrain.
Mais les performances individuelles de Grant Hill ne permettent pas aux Pistons d'aller loin en play-offs. À la fin de son contrat, en 2000, Grant Hill décide de changer de club, et choisit le Magic d'Orlando qui peut lui offrir un énorme salaire grâce à sa masse salariale disponible. Le changement d'équipe se fait via un sign and trade, Hill est échangé contre deux faire-valoir (Chucky Atkins et Ben Wallace) inclus pour rendre le transfert valide au niveau salarial.
Grant Hill arrive en même temps que Tracy McGrady pour constituer un duo susceptible de ramener Orlando en finales. Mais la malchance s'en mêle et Hill souffre d'une blessure à la cheville qui met un terme à sa saison après seulement quatre matchs. La blessure s'avère grave et Hill ne joue que 14 et 29 matchs dans sa deuxième et troisième saison. Pire, il manque l'intégralité de la saison 2003-2004. En quatre saisons, il manque 281 matchs sur 328 possibles. Son énorme contrat empêche Orlando de faire des acquisitions significatives sur le marché des transferts. Pire encore, la « monnaie d'échange », Ben Wallace, remporte deux fois le titre de meilleur défenseur de la saison. Grant Hill s'attire les foudres de nombreux fans bien malgré lui.
Pour la saison 2004-2005, il tente un énième retour à la compétition, alors que de nombreux spécialistes le disent fini. À la surprise générale, son retour est un succès, Hill tourne à près de 20 points de moyenne et dispute 67 matches durant la saison. Toutefois Hill ressent de nouveaux des douleurs à la cheville en fin de saison, son entraîneur décide alors de le mettre en repos, les playoffs n'étant de toute façon plus en vue. Les fans le nomment dans le cinq de départ du All-Star Game à Denver.
En juillet 2007 il change de direction et rejoint les Suns de Phoenix, puis rejoint les Clippers de Los Angeles après cinq ans de bons et loyaux services chez les Suns.
Il annonce sa retraite le 1er juin 2013 après 19 saisons.
Grant Hill est marié à la chanteuse de R&B Tamia Washington.

## Statistiques
en gras = ses meilleures performances

### Universitaires[2]
| Saison    | Équipe | Matchs | Titul. | Min./m | % Tir | % 3pts | % LF | Rbds/m. | Pass/m. | Int/m. | Ctr/m. | Pts/m. |
| --------- | ------ | ------ | ------ | ------ | ----- | ------ | ---- | ------- | ------- | ------ | ------ | ------ |
| 1990-1991 | Duke   | 36     | -      | 24,6   | 51,6  | 50,0   | 60,9 | 5,1     | 2,2     | 1,4    | 0,8    | 11,2   |
| 1991-1992 | Duke   | 33     | -      | 30,3   | 61,1  | 0      | 73,3 | 5,7     | 4,1     | 1,2    | 0,8    | 14,0   |
| 1992-1993 | Duke   | 26     | -      | 31,6   | 57,8  | 28,6   | 74,6 | 6,4     | 4,1     | 1,2    | 1,2    | 18,0   |
| 1993-1994 | Duke   | 34     | -      | 35,7   | 46,2  | 39,0   | 70,3 | 6,9     | 2,8     | 1,9    | 1,2    | 17,4   |
| Total     |        | 129    | -      | 30,4   | 53,2  | 37,6   | 69,8 | 6,0     | 3,6     | 1,7    | 1,0    | 14,9   |

### NBA

#### Saison régulière[3]
| Saison     | Équipe      | Matchs | Titul. | Min./m | % Tir | % 3pts | % LF | Rbds/m. | Pass/m. | Int/m. | Ctr/m. | Pts/m. |
| ---------- | ----------- | ------ | ------ | ------ | ----- | ------ | ---- | ------- | ------- | ------ | ------ | ------ |
| 1994-1995  | Detroit     | 70     | 69     | 38,3   | 47,7  | 14,8   | 73,2 | 6,4     | 5,0     | 1,8    | 0,9    | 19,9   |
| 1995-1996  | Detroit     | 80     | 80     | 40,8   | 46,2  | 19,2   | 75,1 | 9,8     | 6,9     | 1,3    | 0,6    | 20,2   |
| 1996-1997  | Detroit     | 80     | 80     | 39,3   | 49,6  | 30,3   | 71,1 | 9,0     | 7,3     | 1,8    | 0,6    | 21,4   |
| 1997-1998  | Detroit     | 81     | 81     | 40,7   | 45,2  | 14,3   | 74,0 | 7,7     | 6,8     | 1,8    | 0,7    | 21,1   |
| 1998-1999* | Detroit     | 50     | 50     | 37,0   | 47,9  | 0,0    | 75,2 | 7,1     | 6,0     | 1,5    | 0,5    | 21,1   |
| 1999-2000  | Detroit     | 74     | 74     | 37,5   | 48,9  | 34,7   | 79,5 | 6,6     | 5,2     | 1,4    | 0,6    | 25,8   |
| 2000-2001  | Orlando     | 4      | 4      | 33,1   | 44,2  | 100    | 61,5 | 6,3     | 6,3     | 1,3    | 0,5    | 13,8   |
| 2001-2002  | Orlando     | 14     | 14     | 36,7   | 42,6  | 0,0    | 86,3 | 8,9     | 4,6     | 0,6    | 0,3    | 16,8   |
| 2002-2003  | Orlando     | 29     | 29     | 29,0   | 49,2  | 25,0   | 81,9 | 7,1     | 4,2     | 1,0    | 0,4    | 14,5   |
| 2004-2005  | Orlando     | 67     | 67     | 34,9   | 50,9  | 23,1   | 82,1 | 4,7     | 3,3     | 1,4    | 0,4    | 19,7   |
| 2005-2006  | Orlando     | 21     | 17     | 29,2   | 49,0  | 25,0   | 76,5 | 3,8     | 2,3     | 1,1    | 0,3    | 15,1   |
| 2006-2007  | Orlando     | 65     | 64     | 30,9   | 51,8  | 16,7   | 76,5 | 3,6     | 2,1     | 0,9    | 0,4    | 14,4   |
| 2007-2008  | Phoenix     | 70     | 68     | 31,7   | 50,3  | 31,7   | 86,7 | 5,0     | 2,9     | 0,9    | 0,5    | 13,1   |
| 2008-2009  | Phoenix     | 82     | 68     | 29,8   | 52,3  | 31,6   | 80,8 | 4,9     | 2,3     | 1,1    | 0,7    | 12,0   |
| 2009-2010  | Phoenix     | 81     | 81     | 30,0   | 47,8  | 43,8   | 81,7 | 5,5     | 2,4     | 0,7    | 0,4    | 11,3   |
| 2010-2011  | Phoenix     | 80     | 80     | 30,1   | 48,4  | 39,5   | 82,9 | 4,2     | 2,5     | 0,8    | 0,4    | 13,2   |
| 2011-2012* | Phoenix     | 49     | 46     | 28,1   | 44,6  | 26,4   | 76,1 | 3,5     | 2,2     | 0,8    | 0,6    | 10,2   |
| 2012-2013  | Los Angeles | 29     | 0      | 15,1   | 38,8  | 27,3   | 58,3 | 1,7     | 0,9     | 0,4    | 0,2    | 3,2    |
| Total      |             | 1026   | 972    | 33,9   | 48,3  | 31,4   | 76,9 | 6,0     | 4,1     | 1,2    | 0,6    | 16,7   |

Note: *Les saisons 1998-1999 et 2011-2012 ont été réduites respectivement à 50 et 66 matchs en raison d'un Lock out.

#### Playoffs[3]
| Année | Équipe                  | Matches | Titul. | Min./m. | %tir | %3pts | %l-f | rbds/m. | pass/m. | int/m. | ctr/m. | pts/m. |
| ----- | ----------------------- | ------- | ------ | ------- | ---- | ----- | ---- | ------- | ------- | ------ | ------ | ------ |
| 1996  | Pistons de Detroit      | 3       | 3      | 38,3    | 56,4 | 50,0  | 85,7 | 7,3     | 3,7     | 1,0    | 0,0    | 19,0   |
| 1997  | Pistons de Detroit      | 5       | 5      | 40,6    | 43,7 | 0,0   | 71,8 | 6,8     | 5,4     | 0,8    | 1,0    | 23,6   |
| 1999  | Pistons de Detroit      | 5       | 5      | 35,2    | 45,7 | 0,0   | 81,3 | 7,2     | 7,4     | 2,0    | 0,4    | 19,4   |
| 2000  | Pistons de Detroit      | 2       | 2      | 27,5    | 37,5 | 50,0  | 90,0 | 5,5     | 4,5     | 0,5    | 0,0    | 11,0   |
| 2007  | Magic d'Orlando         | 4       | 4      | 35,8    | 50,0 | 0,0   | 66,7 | 5,5     | 3,8     | 0,5    | 0,3    | 15,0   |
| 2008  | Suns de Phoenix         | 3       | 2      | 22,6    | 45,5 | 0,0   | 100  | 5,3     | 1,0     | 0,7    | 0,3    | 3,7    |
| 2010  | Suns de Phoenix         | 16      | 16     | 28,2    | 48,0 | 18,8  | 86,8 | 5,8     | 2,3     | 0,8    | 0,6    | 9,6    |
| 2013  | Clippers de Los Angeles | 1       | 0      | 20,1    | 50,0 | 0,0   | 0,0  | 4,0     | 2,0     | 0,0    | 0,0    | 4,0    |
| Total |                         | 39      | 37     | 31,6    | 46,9 | 23,8  | 78,1 | 6,1     | 3,6     | 0,9    | 0,5    | 13,4   |

#### All-Star Games[3]
| Année | Équipe | Matches | Titul. | Min./m. | %tir | %3pts | %l-f | rbds/m. | pass/m. | int/m. | ctr/m. | pts/m. |
| ----- | ------ | ------- | ------ | ------- | ---- | ----- | ---- | ------- | ------- | ------ | ------ | ------ |
| 1995  | Est    | 1       | 1      | 20,0    | 62,5 | 0,0   | 0,0  | 0,0     | 3,0     | 2,0    | 0,0    | 10,0   |
| 1996  | Est    | 1       | 1      | 26,0    | 60,0 | 0,0   | 100  | 3,0     | 2,0     | 1,0    | 0,0    | 14,0   |
| 1997  | Est    | 1       | 1      | 22,0    | 57,1 | 0,0   | 75,0 | 3,0     | 2,0     | 1,0    | 1,0    | 11,0   |
| 1998  | Est    | 1       | 1      | 28,0    | 63,6 | 100   | 0,0  | 3,0     | 5,0     | 1,0    | 0,0    | 15,0   |
| 2000  | Est    | 1       | 1      | 19,0    | 42,9 | 0,0   | 100  | 3,0     | 5,0     | 1,0    | 0,0    | 7,0    |
| 2005  | Est    | 1       | 1      | 18,0    | 50,0 | 0,0   | 0,0  | 4,0     | 2,0     | 1,0    | 0,0    | 6,0    |
| Total |        | 6       | 6      | 22,5    | 57,1 | 50,0  | 54,5 | 2,7     | 3,2     | 1,2    | 0,2    | 10,5   |

## Palmarès
- Médaillé d'or aux Jeux olympiques d'été de 1996.
- NBA Sportsmanship Award (joueur le plus fair play) en 2005, 2008 et 2010.
- Co-NBA Rookie Of The Year (meilleur débutant de l'année avec Jason Kidd) en 1995.
- NBA All-Rookie First Team en 1995.
- 7 sélections au NBA All-Star Game en 1995, 1996, 1997, 1998, 2000, 2001 et 2005.
- Rookie du mois de la NBA en novembre 1994.
- Joueur du mois de la NBA en janvier 1997.
- All-NBA First Team en 1997.
- All-NBA Second Team en 1996, 1998, 1999 et 2000.
- IBM Award en 1997.

En 2018, il est intronisé au Basketball Hall of Fame.

## Pour approfondir
- Liste des joueurs en NBA ayant joué plus de 1 000 matchs en carrière.
- Liste des meilleurs marqueurs en NBA en carrière.